# Bellevalia desertorum
Bellevalia desertorum är en sparrisväxtart som beskrevs av Alexander Eig och Naomi Feinbrun. Bellevalia desertorum ingår i släktet Bellevalia och familjen sparrisväxter. Inga underarter finns listade i Catalogue of Life.